# Yura (sångare)
Kim Ah-young (hangul: 김아영), mer känd under artistnamnet Yura (hangul: 유라), född 6 november 1992 i Ulsan, är en sydkoreansk sångerska och skådespelare.
Hon har varit medlem i den sydkoreanska tjejgruppen Girl's Day sedan gruppen debuterade 2010.

## Diskografi

### Album
| Datum       | Albumtitel          | Topplacering          |
| Datum       | Albumtitel          | Sydkorea (Gaon Chart) |
| ----------- | ------------------- | --------------------- |
| 9 jul 2010  | Girl's Day Party #1 | 12                    |
| 6 jul 2011  | Everyday            | 4                     |
| 17 apr 2012 | Everyday 2          | 11                    |
| 13 mar 2013 | Expectation         | 4                     |
| 3 jan 2014  | Everyday 3          | 4                     |
| 14 jul 2014 | Everyday 4          | 3                     |
| 15 okt 2014 | I Miss You          | —                     |
| 6 jul 2015  | Love                | 3                     |
| 27 mar 2017 | Everyday 5          | —                     |

## Filmografi

### TV-drama
| År   | Titel                | Kanal      | Roll          |
| ---- | -------------------- | ---------- | ------------- |
| 2010 | I Trusted Him        | MBC        | cameoroll     |
| 2012 | The Secret Angel     | Sohu TV    | Yu-bin        |
| 2012 | To the Beautiful You | SBS        | Lee Eun-young |
| 2013 | Reckless Family 3    | MBC Every1 | Park Yoo-ra   |
| 2013 | Family               | KBS2       | cameoroll     |
| 2013 | The Dramatic         | MBC Every1 | Yu-ra         |
| 2014 | Be Arrogant          | SBS Plus   | Hong Ha-ra    |
| 2016 | Iron Lady            | tvN        | Jenny         |